# Trådbusstrafik i Stockholm

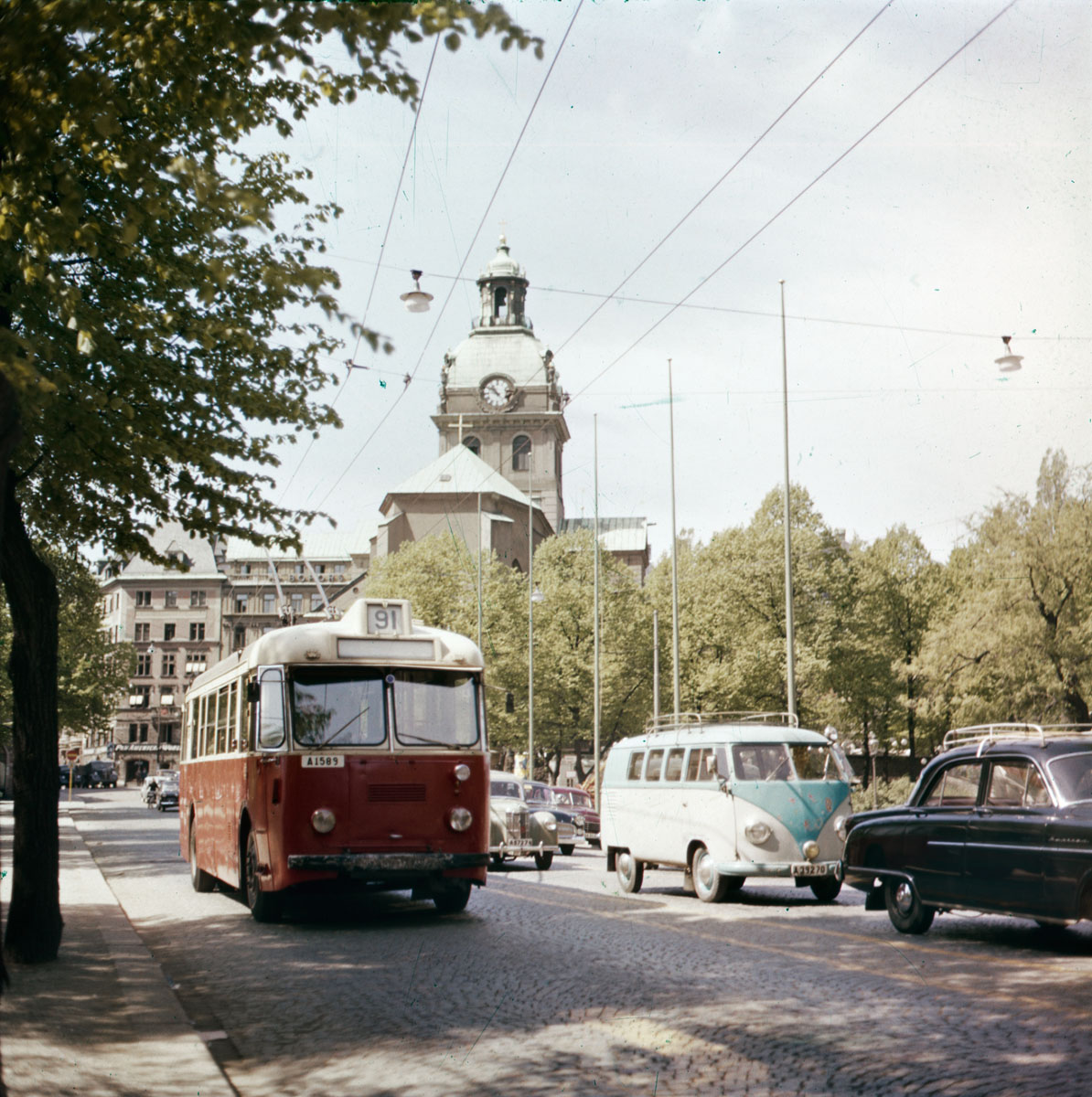
En trådbuss på linje 91 på Arsenalsgatan, år 1956. I bakgrunden syns Jacobs kyrka vid Kungsträdgården.

Trådbusstrafik i Stockholm infördes 20 januari 1941 och upphörde 31 augusti 1964. Trådbusstrafiken i Stockholm lanserades några månader efter att man lanserade det i Göteborg. Två bolag i Stockholm ägde och bedrev trådbusstrafiken, AB Stockholms Spårvägar (SS) och Trafik AB Stockholm-Kvarnholmen (TSK). Bussarna tillverkades av Scania, Hägglund, Motala, ASEA, Alfa Romeo, Marelli och Stanga. Anledningen till att trådbussarna i Stockholm upphörde var att bussarna blev dieseldrivna medan några linjer lades ner, däribland TSK:s linje.

## Ursprungslinjerna[4]
Den första och sista trådbusslinjen var Linje 41 från Stadshagsplan till Karlaplan. Klockan 13:30 den 20 januari 1941 började trådbusstrafiken rulla.
- Linje 30 Bergsunds Strand-Stureplan
- Linje 31 Mariebergsgatan-Sandhamnsplan
- Linje 32 Fridhemsplan-Banérgatan (Djurgårdsbron)
- Linje 33 Odenplan-Eriksdal (Skanstull)
- Linje 34 Birkagatan-Skanstull
- Linje 36 Odenplan-Duvnäsgatan
- Linje 41 Stadshagsplan-Karlaplan
- Linje 42 Fridhemsplan-Värtavägen
- Linje 90 Brunkebergstorg-Årsta Norra
- Linje 91 Brunkebergstorg-Årsta Södra
- Linje 96 Norra Bantorget-Stora Essingen
- Linje 98 Slussen-Ekensberg
- [inget linjenummer] Medborgarplatsen-Kvarnholmen

Alla linjer drevs av AB Stockholms Spårvägar (SS), förutom linjen som drevs av Trafik AB Stockholm-Kvarnholmen (TSK) från Medborgarplatsen till Kvarnholmen i Nacka. Trådlastbilar drevs även av TSK.

## Historik[4]

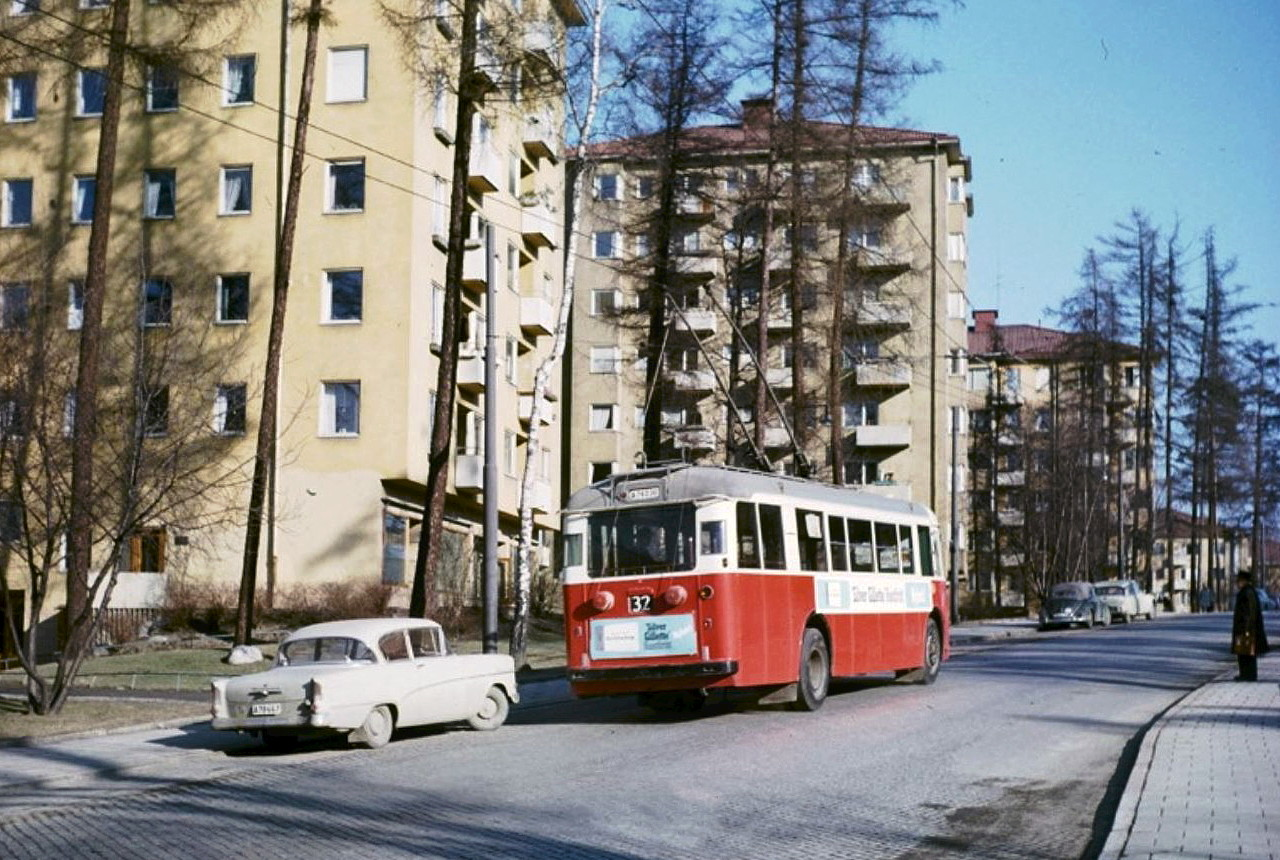
Trådbuss på Sandhamnsgatan 1964.

- 20 januari 1941 - Linje 41 Stadshagsplan-Karlaplan
- 1 oktober 1941 - Linje 32 Fridhemsplan-Banérgatan (Djurgårdsbron) och Linje 41 förlängs till Furusundsgatan
- 1941 - TSK öppnar linjen Medborgarplatsen-Kvarnholmen för trådlastbilar. TSK:s trådbussar trafikerade dock endast sträckan Kocksgatan - Kvarnholmen.
- 1 oktober 1943 - Linje 42 Fridhemsplan-Värtavägen
- 16 januari 1945 - Linje 96 N Bantorget-St Essingen
- 16 december 1946 - Linje 31 Mariebergsgatan-Sandhamnsplan
- 24 november 1947 - Linje 36 Odenplan-Duvnäsgatan
- 9 februari 1948 - Linje 30 Bergsunds Strand-Stureplan
- 8 november 1948 - Linje 33 Odenplan-Eriksdal (Skanstull)
- 1 februari 1949 - Linje 34 Birkagatan-Skanstull
- 25 juli 1949 - Linje 98 Slussen-Ekensberg
- 1 oktober 1950 - Linje 90 Brunkebergstorg-Årsta Norra och Linje 91 Brunkebergstorg-Årsta Södra
- 1951 - Linje 30 förlängs till Reimersholme
- 26 maj 1952 - Linje 31 läggs ner och Linje 32 flyttas från Djurgårdsbron till Sandhamnsplan
- 1953 - Linje 41 avkortas från Furusundsg till Karlaplan och Linje 42 förlängs till Furusundsgatan
- 1954 - Linje 30 förlängs till Karlavägen via Sturegatan och Linje 32 förlängs till Frihamnen
- 17 november 1955 - Linje 98 blir diesledriven
- 24 november 1957 - Linje 34 läggs ner
- 1 juli 1958 - Linje 33 flyttas från Eriksdal till Danvikstull och Linje 36 blir dieseldriven
- 1959 - TSK lägger ner trådbusstrafiken
- 10 augusti 1959 - Linje 30 blir dieseldriven
- 27 juni 1960 - Linje 33 blir dieseldriven
- 23 maj 1961 - Linje 96 blir dieseldriven
- 5 april 1964 - Linje 32 blir dieseldriven, Linje 42 blir dieseldriven, Linje 90 blir dieseldriven och Linje 91 blir dieseldriven
- 31 augusti 1964 - Linje 41 blir dieseldriven

## Trådbussolycka
En av de mer kända olyckorna som inträffade med en trådbuss inblandad var Essingebroolyckan den 24 november 1948. En trådbuss på linje 96 kolliderade med en lastbil på gamla Essingebron och detta resulterade i att bussen föll ned i Essingesundet. Elva personer omkom vid olyckan.

## Galleri

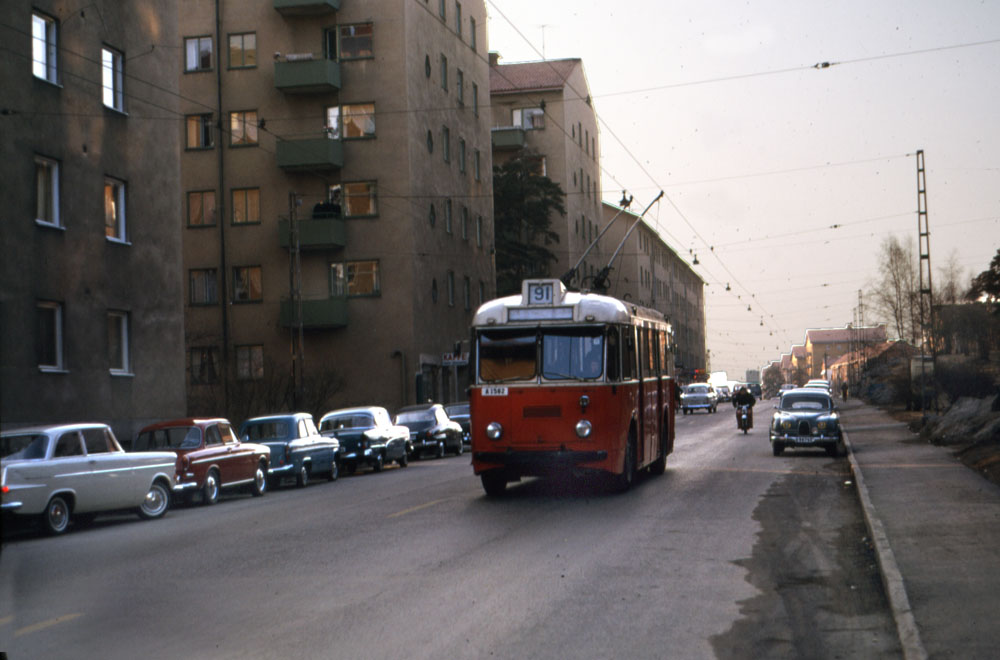
En trådbuss på linje 91 på Årstavägen, april 1964.
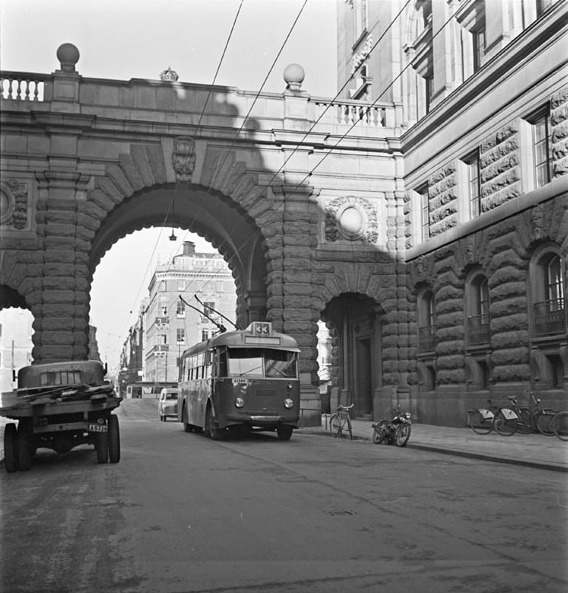
En trådbuss på linje 33 på Riksgatan vid Riksdagshuset, år 1949.
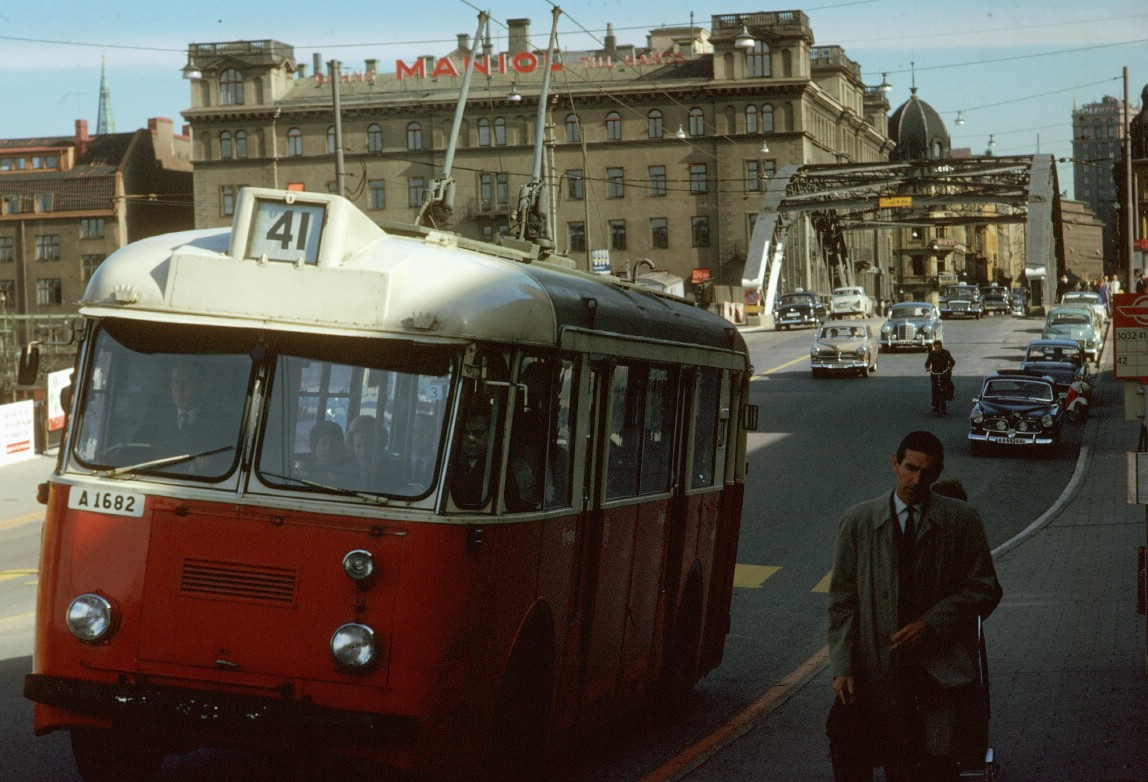
En trådbuss på linje 41 vid Kungsbron, år 1964.
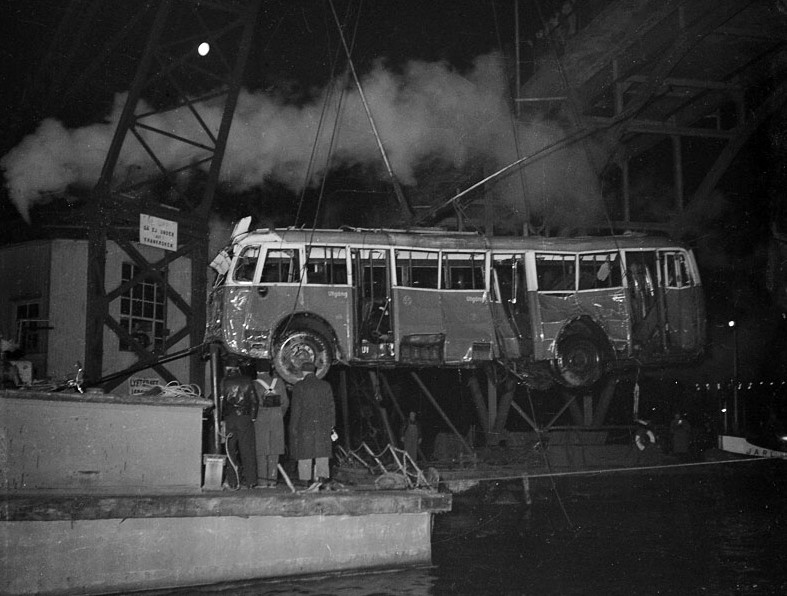
Trådbussen på linje 96 bärgas efter olyckan på gamla Essingebron.